# Megan Smith
Pour les articles homonymes, voir Smith.
Megan J. Smith née le 21 octobre 1964, est une ingénieure et technologue américaine. Le 4 septembre 2014, elle devient la troisième cheffe de la technologie aux États-Unis (U.S. CTO) et l'assistante du président Barack Obama. Elle succède à Todd Park et occupe ce poste jusqu'en janvier 2017. Avant d'être la première femme à occuper cette fonction, elle est à la tête de Google.org durant neuf ans.

## Biographie

### Enfance et éducation
Megan J.Smith naît le 21 octobre 1964 et grandit à Buffalo, New York ainsi qu'à Fort Erie en Ontario. Sa mère, Joan Aspell Smith est la directrice de la Chautauqua Children's School. Ainsi, elle passe de nombreux été à l'institution de Chautauqua à Chautauqua, New York. En 1982, elle obtient son diplôme à la City Honors School à Buffalo, New York. En 1986 elle reçoit son Bachelor en Sciences puis son Master en Sciences en 1988 de l'institut de technologie du Massachussets dans une spécialisation d'ingénierie mécanique. Elle termine sa thèse au MIT Media Lab et fait partie des étudiants du MIT à avoir créé, construit et concouru avec une voiture solaire durant 2 000 miles à travers l'arrière pays australien.

### Carrière
Après sa formation au MIT, Megan J. Smith travaille dans diverses starts-ups en tant que responsable de la technologie. Le marché des smartphones étant en pleine expansion, elle s'occupe ainsi du design chez Apple à Tokyo ou encore chez General Magic basé à Mountain View en Californie. En 1995, elle est impliquée dans le lancement de Planet Out, entreprise où elle devient directrice des opérations en 1996 puis cheffe de la direction en 1998.
En 2003, Smith rejoint Google et devient la vice-présidente du développement des nouvelles activités. Elle dirige ainsi des opérations et lance de toutes nouvelles fonctionnalités comme Google Earth, Google Maps ou encore Picasa. Par la suite, elle devient directrice générale de la branche philanthropique de Google et Google.org en co-créant et en hébergeant les programmes d'accélération de la solution Solve for X de Google de 2012 à 2014. Finalement, elle a lancé l'initiative « Women Techmakers » de Google pour étendre la visibilité, la communauté et les ressources pour les femmes technologues du monde.
En septembre 2014, elle quitte Google pour devenir la troisième cheffe de la technologie (CTO) aux États-Unis. Grâce à ce poste, Smith recrute les meilleurs talents dans le monde de la technologie afin de servir l'ensemble du gouvernement en collaborant sur des problèmes urgents. Parmi les domaines, on retrouve l'intelligence artificielle (IA), de la science des données, de l'open source, la croissance économique inclusive, l'entrepreneuriat, les inégalités structurelles, la capacité d'innovation technologique du gouvernement, l'engagement du STIM, le développement de la main-d'œuvre et la réforme de la justice pénale. Le 4 septembre 2014, en plus d'accéder à la tête de la technologie sous le président Barack Obama, Smith devient la première femme à occuper ce poste. Au-delà de son rôle de conseil en technologie, elle encourage le recrutement de plus de femmes au sein des équipes informatiques de la Maison Blanche.
En 2017, elle quitte la Maison Blanche et devient PDG et fondatrice de Shift7 travaillant sur l'innovation technologique inclusive pour déclencher un impact plus rapide sur les défis économiques, sociaux et environnementaux. De plus, elle aide à lancer le programme Tech Jobs Tour visant à promouvoir la diversité dans le secteur technologique. Elle va ainsi se rendre dans plus de vingt villes américaines pour aider à responsabiliser et à connecter les talents locaux à leurs secteurs technologiques.
Megan J. Smith fait également partie du conseil d'administration du MIT, Vital Voices, LA2028, Think of Us mais aussi aux conseils consultatifs du MIT Media Lab et de la Ligue de Justice algorithmique. Elle est membre du comité de sélection des prix pour le distingué prix Caroll L. Wilson au MIT. Smith a également contribué à la mise en place de nombreux projets comme la création d'un cadenas pour vélo, un programme de construction de station spatiale mais également des cuisinières solaires. De plus, elle est partisane active de l'éducation et de l'innovation au STIM et elle a été élue membre de l'Académie nationale de l'ingénierie en 2017 grâce à ses nombreuses actions visant à accroître la diversité et l'inclusion dans les industries STIM à l'échelle nationale et mondiale.
Finalement, plusieurs étudiants de l'Université de Harvard se sont inspirés de ses travaux afin d'élaborer une organisation nationale à but non lucratif Coding it Forward dans le but de créer un programme de stages en sciences et technologies des données pour les étudiants de premier cycle et cycles supérieurs aux États-Unis

### Vie privée
Megan J. Smith se marie avec la journaliste américaine Kara Swisher à Marin County en 1999 avant que le mariage homosexuel soit accepté en Californie. Ensemble, elles ont deux fils, Louis et Alexander. Elles divorcent en 2018.

### Implications LGBTQ+
Megan Smith est lesbienne et s'implique pleinement dans la cause LGBTQ+. En effet, elle est CEO du média Planet Out fondé à San Francisco en 1995. Ce média en ligne cible exclusivement la population lesbienne, gay, transgenre et bisexuelle. Toutefois, la plateforme a fait faillite en 2009 après plusieurs années difficiles. De plus, elle est nommée en 2012et en 2013par le magazine Out comme une des cinquante LBGTQ+ les plus puissantes aux États-Unis.

## Reconnaissances
- Figure dans le top 25 des femmes sur le Web[32]
- Nommée par le Magazine Out en 2012[30] et en 2013[31]comme une des 50 LBGTQ+ les plus puissantes aux États-Unis
- Top 23 des personnes LGBTQ+ dans la technologie en 2019[33]